# 奥斯利普
奥斯利普是奥地利布尔根兰州艾森斯塔特城郊县的一个市镇。总面积17.83平方公里，总人口1323人，人口密度74.2人/平方公里（2001年）。